# Bernhard Hassenstein

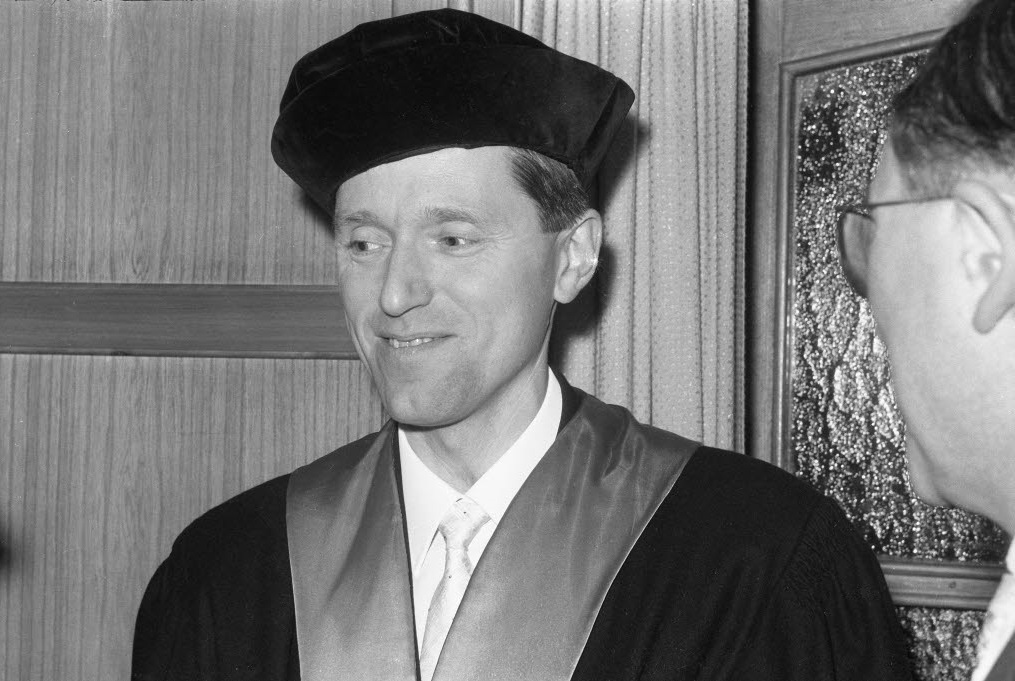
Bernhard Hassenstein (1965)

Bernhard Hassenstein (* 31. Mai 1922 in Potsdam; † 16. April 2016 in Freiburg im Breisgau) war ein deutscher Verhaltensbiologe, Mitbegründer der Biokybernetik und Professor der Albert-Ludwigs-Universität Freiburg.

## Leben und Wirken
Bernhard Hassenstein zählte zu den namhaften Forschern auf den Gebieten der Verhaltensbiologie und der biologischen Kybernetik. Sein wissenschaftliches Werk enthält wesentliche Beiträge zum Bewegungssehen der Insekten und zum Farbensehen des Menschen. Er prägte die Begriffe „Injunktion“ (ein Mittel der Begriffsbestimmung in Gegenstandsbereichen, in denen die Anwendung einer Definition nicht sachgerecht ist) und „Tragling“ (getragenes Jungtier). Er bestimmte die Aggressionsarten und entwickelte kybernetische Modelle von Verhaltensweisen von Lebewesen, so zum Beispiel das Höchstwertdurchlassmodell.
Von 1939 bis 1949 studierte Hassenstein Biologie, Physik und Chemie in Berlin, Göttingen und Heidelberg. Vom dritten Semester an war er wissenschaftlicher Schüler des Verhaltensphysiologen Erich von Holst. Während des Militärdienstes lernte er 1943 seinen Freund und späteren wissenschaftlichen Partner Werner Reichardt kennen. Er flüchtete 1945 aus der Kriegsgefangenschaft und setzte sein Studium fort. Ab 1948 war er als Assistent am Max-Planck-Institut für Meeresbiologie, Abteilung von Holst, in Wilhelmshaven tätig und wechselte dann von 1954 bis 1958 an das Zoophysiologische Institut der Universität Tübingen, wo er sich 1957 habilitierte.
1958 gründete Hassenstein gemeinsam mit Reichardt, der inzwischen ein Physikstudium absolviert hatte, und dem Ingenieur Hans Wenking die weltweit erste Arbeitsgruppe für Kybernetik am Max Planck-Institut für Biologie in Tübingen. 1960 wurde er als Nachfolger von Otto Koehler zum Professor für Zoologie an die Albert-Ludwigs-Universität Freiburg berufen und reformierte dort gemeinsam mit Hans Mohr das Studium der Biologie im Sinne einer inhaltlichen und formalen Zusammenführung und gegenseitigen Durchdringung der Botanik, Zoologie, Humanbiologie und der allgemeinbiologischen Fächer Genetik, Molekularbiologie, Ökologie etc.
Von 1968 bis 1972 vertrat Hassenstein das Fach Biologie im Wissenschaftsrat; von 1974 bis 1981 war er Vorsitzender der Kommission „Anwalt des Kindes“ beim Kultusministerium von Baden-Württemberg. Ab 1974 unterstützte er seine Frau Helma Hassenstein bei der Begründung und Durchführung des „Programms Mutter und Kind – eine Hilfe für die alleinerziehende Mutter und ihr Kind“ in Baden-Württemberg. 1984 trat Bernhard Hassenstein in den Ruhestand. Er lebte in Merzhausen bei Freiburg im Breisgau.

## Hauptforschungsgebiete
- Biologische Kybernetik
- Sinnes- und Nervenphysiologie
- Verhaltensbiologie des Kindes
- Naturwissenschaftliche Begriffstheorie

## Mitgliedschaften
- Heidelberger Akademie der Wissenschaften, seit 1961
- Deutsche Akademie der Naturforscher Leopoldina, seit 1965
- Wissenschaftsrat, 1968 bis 1972

## Ehrungen
- Deutsche Gesellschaft für Kinderheilkunde – Ehrenmitglied (1975)
- Max Born-Medaille für Verantwortung in der Wissenschaft (1981)
- Karl Küpfmüller-Ring der Technischen Hochschule Darmstadt (1981)
- Dr. Albert Wander-Preis der Wander AG in Bern (1984)
- Dr. honoris causa der Universität Prag (1992)
- Cothenius-Medaille der Deutschen Akademie für Naturforscher Leopoldina (1993)
- Exponat „Spangenglobus und Korrelationsauswertung“ (mit Werner Reichardt) im Deutschen Museum Bonn (mit Werner Reichardt) (1995)
- Ehrengabe des Reinhold-Schneider-Preises (mit Helma Hassenstein) (2002)

## Schriften (Auswahl)

### Aufsätze
- Goethes Morphologie als selbstkritische Wissenschaft und die heutige Gültigkeit ihrer Ergebnisse. In: Goethe. Neue Folge des Jahrbuchs der Goethe-Gesellschaft, Bd. 12 (1950), S. 333–357.
- Prinzipien der vergleichenden Anatomie bei Geoffroy Saint-Hilaire, Cuvier und Goethe. In: Goethe et l'esprit français. Actes du colloque international de Strasbourg, 23.–27. Avril 1957. Les Belles Lettres, Paris 1958, S. 153–168.
- Wie sehen Insekten Bewegungen? In: Die Naturwissenschaften, Bd. 48 (1961), Heft 7, S. 207–214, ISSN 0028-1042.
- Kybernetik und biologische Forschung. In: Ludwig von Bertalanffy (Begr.), Fritz Gessner (Hrsg.): Handbuch der Biologie, Bd. 1,2: Erkenntnisgrundlagen II. Akademische VG Athenaion, Frankfurt/M. 1966, S. 630–719.
- Modellrechnung zur Datenverarbeitung beim Farbensehen des Menschen. In: Kybernetik, Bd. 4 (1968), Heft 6, S. 209–223, ISSN 0023-5946.
- „Homoiostase und Koordination“, „Ordnungsleistungen des Zentralnervensystems“ und „Verhalten“. In: Gerhard Czihak, Helmut Langer und Hubert Ziegler: Biologie. Ein Lehrbuch für Studenten der Biologie. Springer, Heidelberg, 1976, ISBN 3-540-05727-7.
- Biologische Teleonomie. In: Neue Hefte für Philosophie. Teleologie, Bd. 20 (1981), S. 60–71, ISSN 0085-3917.
- Erbgut, Umwelt, Intelligenzquotient und deren mathematisch-logische Beziehungen. In: Zeitschrift für Psychologie, Bd. 190 (1982), S. 345–365, ISSN 2190-8370.
- Der Biologe. In: Gottfried Schramm (Hrsg.): Erzählte Erfahrung. Rombach-Verlag, Freiburg/B. 1991, S. 83–114, ISBN 978-3-7930-9525-5.
- Otto Koehler (1889–1974). In: Dietrich Rauschning (Hrsg.): Die Albertus-Universität zu Königsberg und ihre Professoren. Duncker & Humblot, Berlin 1995, S. 601–618, ISBN 3-428-08546-9.
- Biologische Theorien und deren Einflüsse auf geistige Strömungen des 20. Jahrhunderts. In: Evangelische Zentralstelle für Weltanschauungsfragen: Materialdienst, Bd. 59 (1996), S. 193–199, ISSN 0721-2402

### Monographien
- Tierjunges und Menschenkind im Blick der vergleichenden Verhaltensforschung. Festvortrag (Schriftenreihe der Bezirksärztekammer Nordwürttemberg; Bd. 17). Gentner, Stuttgart 1970.
- Information and control in the living organism. An elementary introduction. Chapman Hall, London 1971.
- Biologische Kybernetik. Eine elementare Einführung. 5. Aufl. Quelle & Meyer, Heidelberg 1977, ISBN 3-494-00184-7.
- Das Kind im Vorschul- und Grundschulalter. 7. Aufl. Herder, Freiburg/B. 1978, ISBN 3-451-09005-8 (zusammen mit Gottfried Heinelt und Christa Meves).
- Freiburger Vorlesungen zur Biologie des Menschen. Quelle & Meyer, Heidelberg 1979, ISBN 3-494-00974-0.
- Instinkt, Lernen, Spielen, Einsicht. Einführung in die Verhaltensbiologie. Piper, München 1980, ISBN 3-492-00493-8.
- Kindern geben, was sie brauchen. Entwicklungsphasen erkennen, Entwicklung fördern (Herder-Spektrum; Bd. 5327). 4. Aufl. Herder, Freiburg/B. 2003, ISBN 3-451-05327-6 (zusammen mit Helma Hassenstein).
- Klugheit. Bausteine zur Naturgeschichte unserer geistigen Fähigkeiten. 3. Aufl. Bucheinband.De, Berlin  2004, ISBN 3-938293-00-4
- Verhaltensbiologie des Kindes. 6. Aufl. Monsenstein und Vannerdat, Münster 2007, ISBN 978-3-938568-51-4 (zusammen mit Helma Hassenstein).

### Als Herausgeber
- Politisches Verhalten als Problem der biologischen Anthropologie. Alexander von Humboldt-Stiftung, Bad Godesberg 1968.
- Schulkinder-Hilfen. Das Empfehlungswerk der Kommission „Anwalt des Kindes“ Baden-Württemberg (Documenta pädiatrica). Hansisches Verlagskontor, Lübeck 1981.